# Your Song
"Your Song" là một bản ballad của nam nhạc sĩ Elton John với lời bài hát được viết bởi Bernie Taupin. Bài hát nằm trong album thứ hai mang tên chính ông (1970).

## Xếp hạng

### Xếp hạng tuần
| Bảng xếp hạng (1971)                  | Vị trí cao nhất |
| ------------------------------------- | --------------- |
| Australia (Kent Music Report)         | 11              |
| Bỉ (Ultratop 50 Flanders)             | 16              |
| Canada Top Singles (RPM)              | 3               |
| Canada Adult Contemporary (RPM)       | 4               |
| Ireland (IRMA)                        | 13              |
| Hà Lan (Dutch Top 40)                 | 10              |
| Hà Lan (Single Top 100)               | 4               |
| New Zealand (Listener)                | 18              |
| Anh Quốc (OCC)                        | 7               |
| Hoa Kỳ Billboard Hot 100              | 8               |
| Hoa Kỳ Adult Contemporary (Billboard) | 9               |
| US Cashbox Top 100                    | 8               |

| Bảng xếp hạng (2003)                | Vị trí cao nhất |
| ----------------------------------- | --------------- |
| Hoa Kỳ Dance Club Songs (Billboard) | 5               |

| Bảng xếp hạng (2007) | Vị trí cao nhất |
| -------------------- | --------------- |
| Na Uy (VG-lista)     | 10              |

| Bảng xếp hạng (2012) | Vị trí cao nhất |
| -------------------- | --------------- |
| Pháp (SNEP)          | 159             |

| Bảng xếp hạng (2013)   | Vị trí cao nhất |
| ---------------------- | --------------- |
| Áo (Ö3 Austria Top 40) | 73              |

Phiên bản hát với Alessandro Safina
| Bảng xếp hạng (2002)            | Vị trí cao nhất |
| ------------------------------- | --------------- |
| Canada (Canadian Singles Chart) | 8               |
| Ireland (IRMA)                  | 29              |
| Hà Lan (Single Top 100)         | 88              |
| Scotland (OCC)                  | 5               |
| Anh Quốc (OCC)                  | 4               |

| Bảng xếp hạng (2010)              | Vị trí cao nhất |
| --------------------------------- | --------------- |
| Europe (European Hot 100 Singles) | 11              |

### Xếp hạng cuối năm
| Bảng xếp hạng (1971)          | Vị trí |
| ----------------------------- | ------ |
| Australia (Kent Music Report) | 58     |
| Canada Top Singles (RPM)      | 75     |
| US Cashbox Top 100            | 74     |

## Chứng nhận
| Quốc gia                                      | Chứng nhận | Số đơn vị/doanh số chứng nhận |
| --------------------------------------------- | ---------- | ----------------------------- |
| Anh Quốc (BPI) Version with Alessandro Safina | Bạc        | 200.000^                      |
| Hoa Kỳ (RIAA)                                 | Bạch kim   | 1.000.000*                    |
| ^ Chứng nhận dựa theo doanh số nhập hàng.     |            |                               |

## Phiên bản của Ellie Goulding
Nữ ca sĩ - nhạc sĩ người Anh Ellie Goulding đã hát lại "Your Song" cho album tái bản từ album đầu tay của cô, mang tên Bright Lights. Được sản xuất bởi Ben Lovett của Mumford & Sons, được phát hành ngày 12 tháng 11 dưới dạng đĩa đơn đầu tiên của album tái bản. Bài hát còn xuất hiện trong sự kiện Giáng sinh truyền thống hàng năm của chuỗi cửa hàng John Lewis.
Goulding đã biểu diễn "Your Song" trong Lễ cưới của Hoàng tử William và Catherine Middleton ở Điện Buckingham vào ngày 29 tháng 4 năm 2011, trong điệu nhảy đầu tiên của cặp vợ chồng Hoàng gia. Cô cũng biểu diễn bài hát tại tập thứ 700 của show Saturday Night Live ngày 7 tháng 5 năm 2011. Phiên bản của Goulding cũng đã xuất hiện trong tập ngày 29 tháng 7 năm 2011 của Haven, titled "Love Machine".

### Danh sách bài hát
- Đĩa đơn nhạc số[28]

1. "Your Song" – 3:10

### Xếp hạng

#### Xếp hạng tuần
| Bảng xếp hạng (2010–14)                         | Vị trí cao nhất |
| ----------------------------------------------- | --------------- |
| Áo (Ö3 Austria Top 40)                          | 4               |
| Cộng hòa Séc (Rádio Top 100)                    | 63              |
| Đan Mạch (Tracklisten)                          | 22              |
| Europe (Euro Digital Songs)                     | 2               |
| Pháp (SNEP)                                     | 126             |
| Trường songid là BẮT BUỘC CHO BẢNG XẾP HẠNG ĐỨC | 75              |
| Ireland (IRMA)                                  | 5               |
| Scotland (OCC)                                  | 2               |
| Thụy Điển (Sverigetopplistan)                   | 25              |
| Thụy Sĩ (Schweizer Hitparade)                   | 56              |
| Anh Quốc (OCC)                                  | 2               |

#### Xếp hạng cuối năm
| Bảng xếp hạng (2010)                 | Vị trí |
| ------------------------------------ | ------ |
| UK Singles (Official Charts Company) | 21     |

| Bảng xếp hạng (2013)        | Vị trí |
| --------------------------- | ------ |
| Austria (Ö3 Austria Top 40) | 56     |

### Chứng nhận
| Quốc gia                                 | Chứng nhận | Số đơn vị/doanh số chứng nhận |
| ---------------------------------------- | ---------- | ----------------------------- |
| Na Uy (IFPI)                             | Bạch kim   | 10.000*                       |
| Anh Quốc (BPI)                           | Bạch kim   | 775,000                       |
| * Chứng nhận dựa theo doanh số tiêu thụ. |            |                               |

## Phiên bản của Lady Gaga

### Xếp hạng
| Bảng xếp hạng (2018)              | Vị trí cao nhất |
| --------------------------------- | --------------- |
| France Downloads (SNEP)           | 31              |
| Hungary (Single Top 40)           | 18              |
| Nhật Bản (Japan Hot 100)          | 27              |
| Japan Hot Overseas (Billboard)    | 3               |
| Mexico Ingles Airplay (Billboard) | 30              |
| Scotland (OCC)                    | 79              |
| Spain Downloads (PROMUSICAE)      | 12              |
| US Pop Digital Songs (Billboard)  | 21              |